# Comuna Mohnaci, Ripkî
Mohnaci (în ucraineană Мохначі) este o comună în raionul Ripkî, regiunea Cernihiv, Ucraina, formată din satele Halkiv, Hubari, Mohnaci (reședința), Semakî și Uhlova Rudnea.

## Demografie
Componența lingvistică a comunei Mohnaci
     Ucraineană (98,91%)
     Alte limbi (1,08%)
Conform recensământului din 2001, majoritatea populației comunei Mohnaci era vorbitoare de ucraineană (98,91%), existând în minoritate și vorbitori de alte limbi.